# Bergepanzer III
Bergepanzer III (Sd.Kfz. 144) – niemiecki czołg ewakuacyjny na podwoziu czołgu Panzerkampfwagen III, używany podczas II wojny światowej.

## Historia
W pierwszej fazie wojny armia niemiecka używała 18-tonowych ciągników półgąsienicowych jako podstawowych pojazdów ewakuacyjnych. Brak dostatecznej ich liczby, a także stale rosnąca masa niemieckich pojazdów pancernych zmusiła Niemców do przystosowania starszych typów czołgów do tej roli. Aby uprościć utrzymanie i zwiększyć dostępność części zamiennych, zazwyczaj jednostka ewakuacyjno-remontowa otrzymywała pojazdy o takim samym typie podwozia, jaki posiadały frontowe pojazdy pancerne.
Jednym z pierwszych takich pojazdów ewakuacyjnych był Bergepanzer III. W konstrukcji tych pojazdów, rozpoczętej w marcu 1944 r. wykorzystywano podwozia i kadłuby starszych, wycofanych z jednostek czołgów Panzerkampfwagen III. Montowano na nich dużą drewnianą skrzynię w miejscu wieży. Mimo że Bergepanzer III był wyposażony w sztywny hol i klamry holownicze, składany dźwig i całą gamę innego ekwipunku inżynieryjnego, nie miał ani wyciągarki, ani lemiesza. Kiedy było konieczne użycie wyciągarki, zdejmowano gąsienicę i używano koła napędowego jako kołowrotu. Między marcem a listopadem 1944 roku zbudowano 167 takich pojazdów. Kolejnych dziewięć złożono jeszcze w pierwszym kwartale 1945 roku. Wszystkie przydzielono do jednostek wykorzystujących czołgi Panzerkampfwagen III i działa szturmowe Sturmgeschütz III.